# Hohenbergia flava
Hohenbergia flava är en gräsväxtart som beskrevs av Elton Martinez Carvalho Leme och C.C.Paula. Hohenbergia flava ingår i släktet Hohenbergia och familjen Bromeliaceae. Inga underarter finns listade i Catalogue of Life.